# Asplenium stolonipes
Asplenium stolonipes är en svartbräkenväxtart som beskrevs av John T. Mickel och Joseph M. Beitel.
Asplenium stolonipes ingår i släktet Asplenium och familjen Aspleniaceae. Inga underarter finns listade i Catalogue of Life.